# Sherburne F. Cook
Sherburne Friend Cook (* 31. Dezember 1896 in Springfield, Massachusetts; † 7. November 1974 auf der Monterey Peninsula, Kalifornien) war ein US-amerikanischer Physiologe. Er hatte einen Lehrstuhl an der Abteilung für Physiologie an der University of California, Berkeley inne. Er wird als Pionier der Populations-Forschung der Indianer Nordamerikas und Mesoamerikas sowie auf dem Gebiet der quantitativen Analyse in der Archäologie angesehen.

## Ausbildung und Lehre
Cook studierte an der Harvard University und diente während des Ersten Weltkriegs in Frankreich. Seine Doktorarbeit mit dem Titel The Toxicity of the Heavy Metals in Relation to Respiration („Die Toxizität von Schwermetallen in Bezug auf die Atmung“) vollendete er 1925. Er lehrte von 1928 bis zu seiner Emeritierung 1966 Physiologie an der University of California in Berkeley.

## Leistungen
Cook beschäftigte sich wiederholt mit dem Problem der Schätzung der präkolumbischen indigenen Bevölkerung von Kalifornien, Zentral-Mexiko und anderen Regionen sowie der Ermittlung der Rate und der Gründe ihres auf die Begegnung mit den Europäern folgenden Niedergangs. Er erreichte öfter höhere Schätzwerte für die Bevölkerungszahlen vor dem Kontakt mit Europäern als andere Forscher. Sein Werk auf diesem kontrovers diskutierten Gebiet war nicht von Kritik verschont (s. a. Mathes, 2005).

## Werke (Auswahl)
- The Extent and Significance of Disease among the Indians of Baja California. 1935. Ibero-Americana No. 12. University of California, Berkeley.
- The Population of Central Mexico in the Sixteenth Century. 1948. Ibero-Americana No. 31. University of California, Berkeley.
- (gemeinsam mit Woodrow Borah) Essays in Population History. 1971–1979. 3 vols. University of California Press, Berkeley.
- The Conflict between the California Indians and White Civilization. 1976. University of California Press, Berkeley. (Reprint von sechs Studien, original publiziert in Ibero-Americana, 1940–1943)
- The Population of the California Indians, 1769–1970. 1976. University of California Press, Berkeley.

## Ehrungen
- Guggenheim-Stipendium 1938 und 1947

## Quelle
- Brooks, Sheilagh T. 1976. Tribute to Sherburne Friend, 1896–1974. Journal of California Anthropology 3:3-12.